# Iglesia de San Francisco Javier (Macao)
La Iglesia de San Francisco en Wanghia (en cantonés: 英語) es una iglesia católica de Macao administrada por la Diócesis Católica de Macao. Ubicado en el 116-118 Balila Street, Wanghia, Macao, fue establecida en 1907. Este pequeño lugar de culto está cerca del monte Mong-Ha, Macao. 

## Historia
La iglesia fue construida en 1907, reconstruida en 1938, ampliada en 1951 y renovada en 1999. En 2000 se estableció funcionalmente como parroquia. Actualmente ha sido formalmente elevada a la categoría de parroquia.
Esta iglesia está adscrita al Asilo de San Francisco Javier, actualmente operado por Cáritas de Macao y destinado a personas mayores.

## Advocación

San Francisco Javier

San Francisco Javier es el santo patrón de la diócesis de Macao cuya fiesta se celebra el 3 de diciembre de cada año. 
Fue uno de los fundadores de la Compañía de Jesús, la primera en difundir el catolicismo por Asia, especialmente en Malaca y Japón. La Iglesia Católica lo nombró "el mayor misionero de la historia" y el "principal patrón de los misioneros".

## Descripción
El interior es sencillo y tranquilo y el altar está hecho de mármol negro. Las contraventanas trabajadas a lo largo de las paredes se abren a patios y jardines.

## Misas en tiempo litúrgico
- Misa dominical: 8:15, 9:30 a. m. (cantonés)
- 6:00 p. m. (cantonés)
- Misa del domingo temprano el sábado: 5:30 p. m. (inglés)
- Misa entre semana: 7:00 a. m., 7:30 a. m. (cantonés)

## Galería

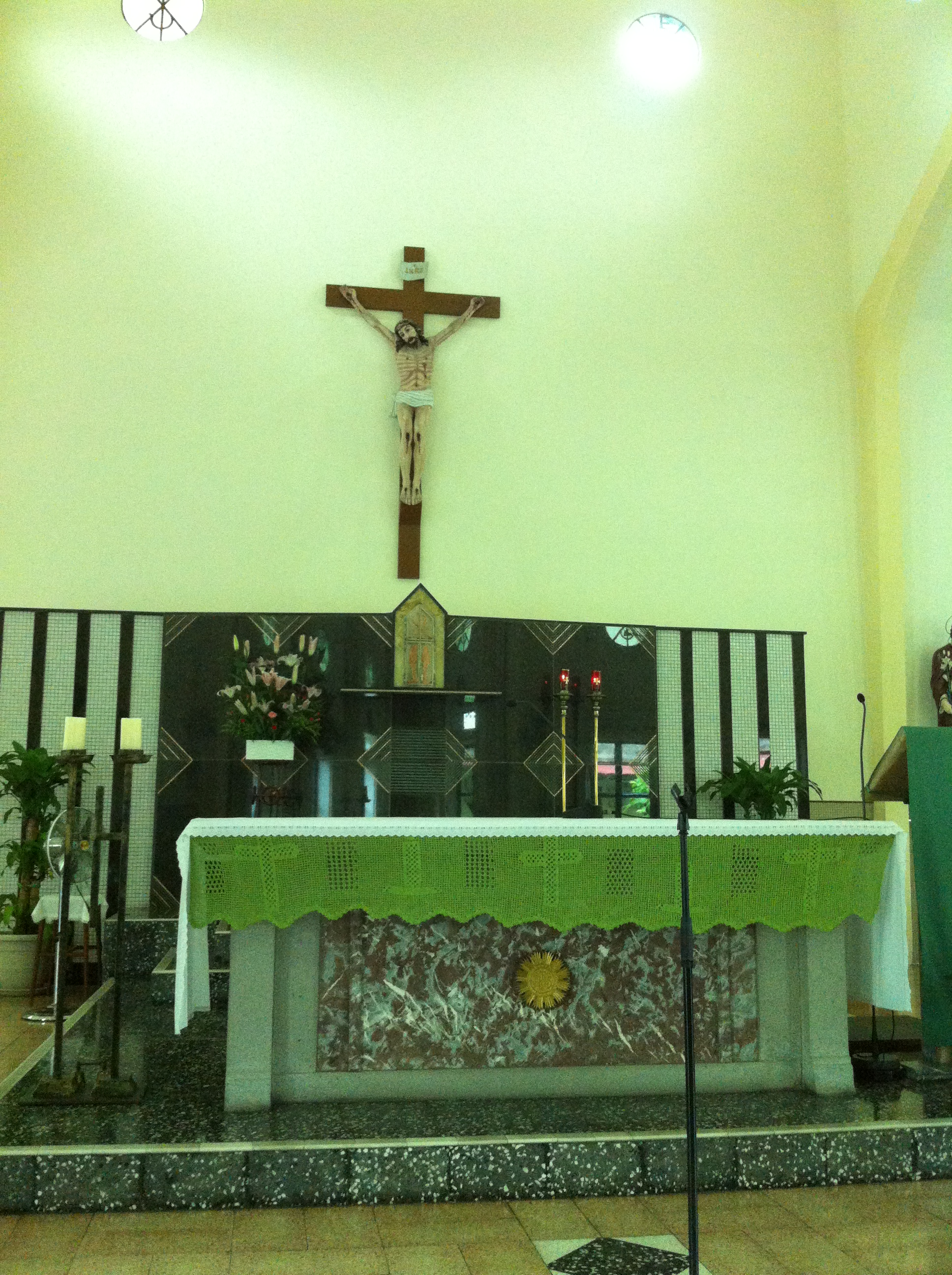
Altar de la iglesia
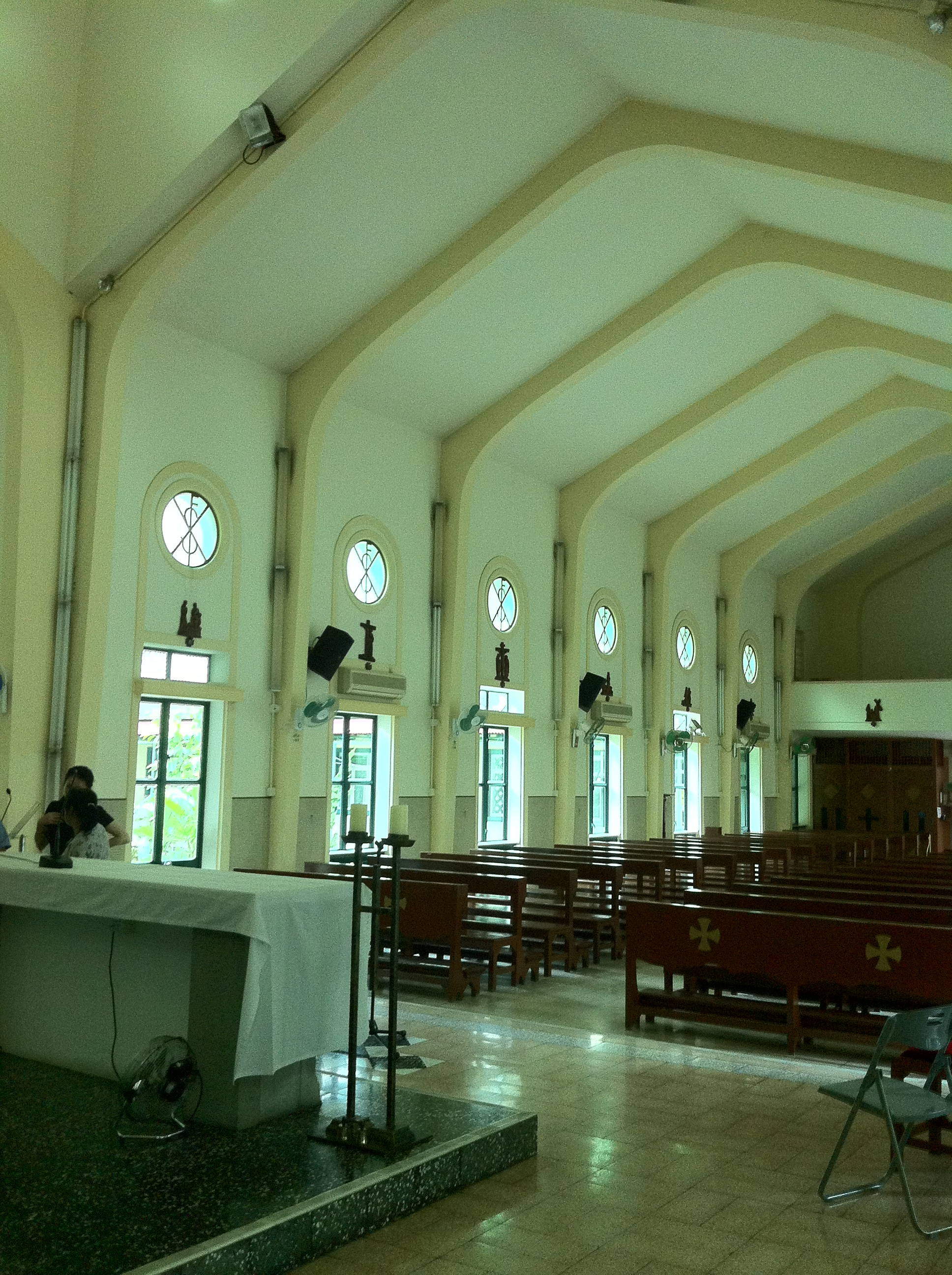
Interior de la iglesia
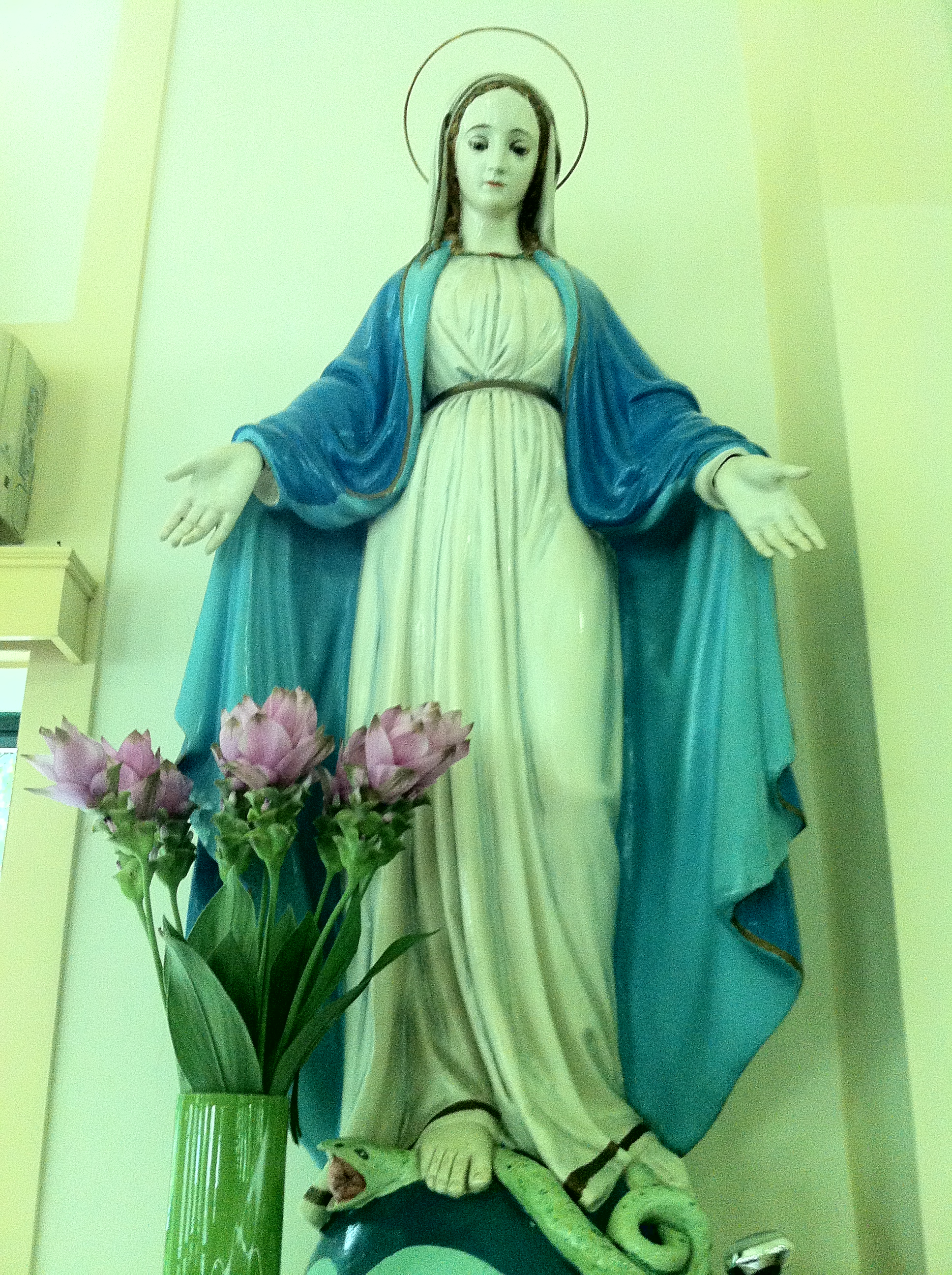
Madonna en el lado izquierdo del altar
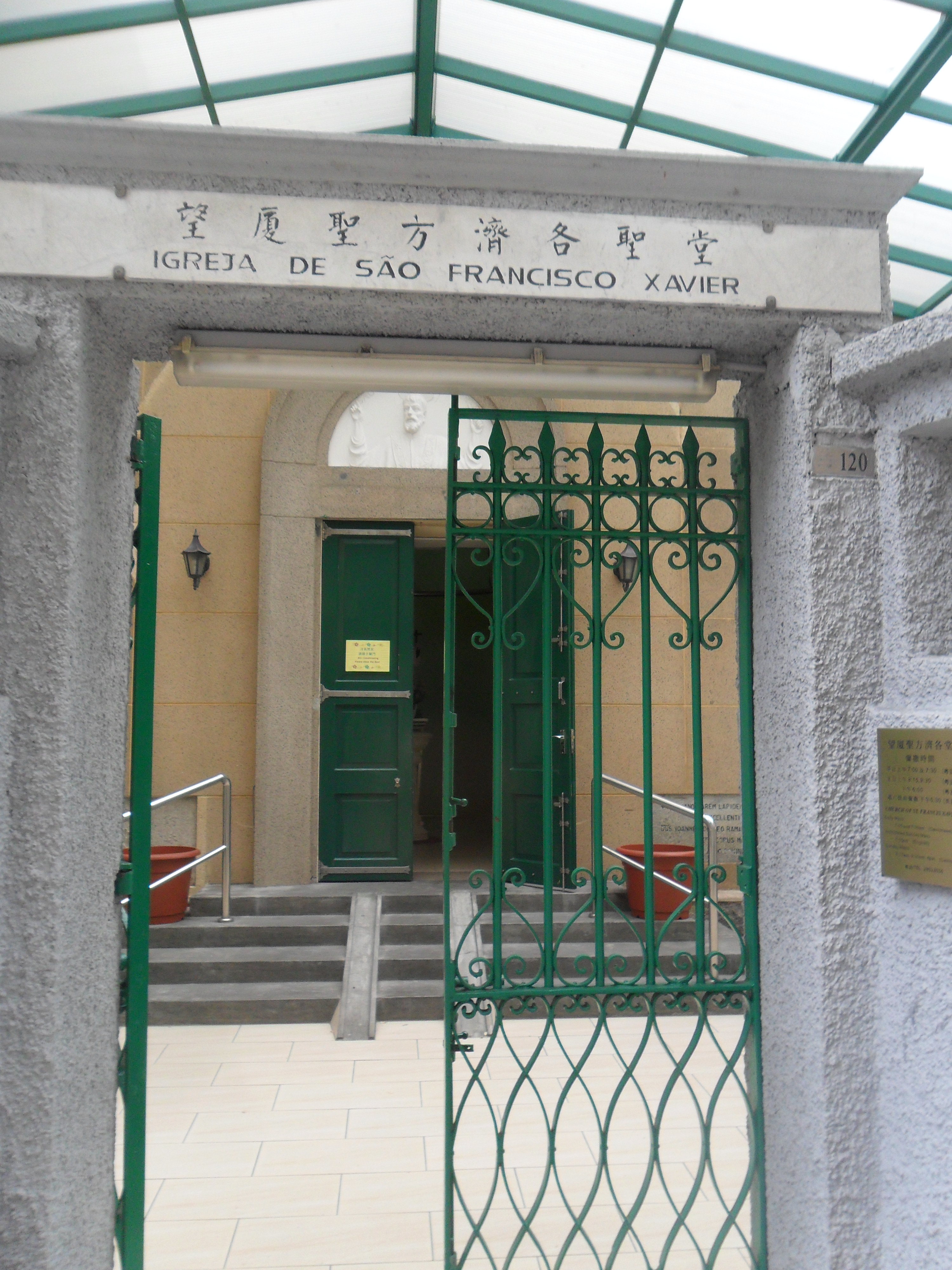
Entrada a la iglesia